# Champ-sur-Drac
Champ-sur-Drac là một xã thuộc tỉnh Isère, vùng Rhône-Alpes đông nam nước Pháp. Xã này nằm ở khu vực có độ cao trung bình 319 mét trên mực nước biển.
Thị trấn nằm ở chân núi Alps, tại nơi hợp lưu của Romanche vào sông Drac. 

## Dân số
| Năm | 1962 | 1968 | 1975 | 1982 | 1990 | 1999 | 2005 |
| --- | ---- | ---- | ---- | ---- | ---- | ---- | ---- |
| Dân số | 2232 | 2316 | 2605 | 3094 | 3140 | 3262 | 3152 |
| From the year 1968 on: No double counting—residents of multiple communes (e.g. students and military personnel) are counted only once. |      |      |      |      |      |      |      |

## Kết nghĩa
- Torviscosa, Italia (từ năm 2006).